# 중화민국 문화부
중화민국 문화부(中華民國文化部)는 중화민국 행정원 소속 중앙행정기관이다. 중화민국과 관련된 문화 사무를 담당하는 기관 중에 최고 주관 부처이다. 담당 업무로는 국가 각종 문화 진흥, 출판 관련 업무, 라디오, 영화산업의 진흥업무이다. 문화부의 전신 부처는 1981년 11월 11일에 설립된 행정원문화건설위원회(行政院文化建設委員會)이고 2012년에 문화부로 승격되었다. 현재 문화부장은 정리쥔(鄭麗君)이다.

## 같이 보기
- 중화민국 행정원